# Schturbino
Schturbino (russisch Штурбино) ist ein Dorf (selo) in Südrussland. Es gehört zur Republik Adygeja und hat 516 Einwohner (Stand 2019). Im Ort gibt es 11 Straßen. Das Dorf wurde 1885 gegründet. Schturbino liegt 28 Straßenkilometer südöstlich von Krasnogwardeiskoje (dem Verwaltungszentrum des Bezirks). Uljap ist der nächstgelegene ländliche Ort.